# Maurandia
Maurandia (Maurandya barclaiana) är en grobladsväxtart som beskrevs av John Lindley. Enligt Catalogue of Life ingår Maurandia i släktet maurandior och familjen grobladsväxter, men enligt Dyntaxa är tillhörigheten istället släktet maurandior och familjen grobladsväxter. Arten förekommer tillfälligt i Sverige, men reproducerar sig inte. Inga underarter finns listade i Catalogue of Life.